# Kandidat
Ein Kandidat ist ein Bewerber (zum Beispiel um ein Amt) oder ein Anwärter auf eine Position.

## Wortherkunft
Das Wort ist im Deutschen seit dem 16. Jahrhundert belegt und geht auf das lateinische candidatus zurück, das sich von der toga candida (lat.: candidus „glänzend, weiß“) ableitet, einem weißen Gewand, das im alten Rom ein Anwärter auf ein Amt zu tragen hatte. Substantiviert bezeichnet es „den Amtsbewerber, der sich dem Volk in der candida, der weißen Toga, vorzustellen hatte“. Der Grund: Auch der römische Adel, der sonst üblicherweise einen Purpurstreifen an der Toga trug, war während des Wahlkampfs verpflichtet, eine einfache weiße Toga zu tragen, um die Chancengleichheit aller Bewerber zu wahren.
Die Ableitung Kandidatur als „Bewerbung um ein (politisches) Amt“ entstand im 19. Jahrhundert aus dem französischen candidature.

## Wahlkandidat in der Politik
Ein Kandidat ist eine Person, die sich bei einer Wahl um ein Mandat oder Amt bewirbt.

### Spitzenkandidat
Wenn eine Partei vor einer Parlamentswahl einen eigenen Kandidaten für das Amt des Regierungschefs (etwa Bundeskanzler oder Ministerpräsident) benennt, so wird dieser Kandidat häufig von der Partei selbst und von manchen Medien als Spitzenkandidat bezeichnet, neben den genaueren Bezeichnungen wie Kanzlerkandidat oder Ministerpräsidentenkandidat.
Im Kontext einer Listenwahl wird auch der Bewerber Spitzenkandidat genannt, der den ersten Platz auf einer Wahlliste einer Partei einnimmt. Parteien wie beispielsweise Bündnis 90/Die Grünen oder Die Linke nominieren häufig für die Öffentlichkeit zwei Spitzenkandidaten (auch Spitzenduo oder Doppelspitze genannt), die dann jedoch auf der offiziellen Wahlliste nacheinander aufgelistet sein müssen, meist als Erster und Zweiter.
Da die Spitzenkandidaten der im Parlament vertretenen Partei diesem angehören, können sie nun, wenn das Parlament aufgrund der durch die Wahl gegebenen Mehrheitsverhältnisse den Regierungschef wählt, an dieser Wahl teilnehmen und somit gegebenenfalls sich selbst wählen. Die erste Wahl Konrad Adenauers zum Kanzler der Bundesrepublik Deutschland am 15. September 1949 hätte ohne seine eigene Stimme nicht gelingen können. Ein Spitzenkandidat, der Regierungschef oder Minister wird, darf nach der herrschenden verfassungsrechtlichen Meinung sein Parlamentsmandat behalten. Für die kommunale Ebene schreiben die Kommunalverfassungen der Länder dagegen zum Teil vor, dass ein Gemeindevertreter – um Interessenkonflikten vorzubeugen – sein Amt als Gemeindevertreter verliert, wenn er in den Gemeindevorstand gewählt wird (also zum Beispiel ein Stadtverordneter, der Magistratsmitglied wird).
Für ein Regierungsmitglied wird, auch wenn es dem Parlament angehört und seine Abgeordnetenrechte gelegentlich nutzt, die Parlamentsarbeit nicht im Vordergrund stehen. Eine wichtige Aufgabe des Abgeordneten, die Kontrolle der Regierung, kann es naturgemäß nicht wahrnehmen. Geht die Partei eines Spitzenkandidaten dagegen in die Opposition, so entscheidet sich der Spitzenkandidat häufig, sein hohes Amt auf einer nachgeordneten politischen Ebene zu behalten (zum Beispiel, wenn er nicht Bundeskanzler werden kann, Ministerpräsident eines Landes zu bleiben). Er nimmt dann das Parlamentsmandat, für das er kandidiert hat, in aller Regel nicht wahr. Die Spitzenkandidatur eines Politikers bedeutet also häufig nicht (oder nicht in erster Linie), dass er das Amt anstrebt, für das er kandidiert. Sie wird deshalb manchmal polemisch als Scheinkandidatur bezeichnet. Die Spitzenkandidaten führen ihre Partei im Wahlkampf und sind damit aber die wichtigsten Persönlichkeiten in der politischen Auseinandersetzung.
Auch bei den kleinen Parteien sind die Spitzenkandidaten bei Eintritt in die Regierung nach der Wahl zumeist für eines der wichtigsten Ressorts vorgesehen.

### Gegenkandidat, Zählkandidat
Gibt es bei einer Wahl, etwa aufgrund von Vorabsprachen, einen eindeutigen Favoriten oder wieder antretenden Amtsinhaber, so wird ein Kandidat, der gegen diesen antritt, als Gegenkandidat bezeichnet. Wird diesem keine Chance eingeräumt, tatsächlich gewählt zu werden, wird er auch als Zählkandidat bezeichnet: Seine Kandidatur dient nur dazu, die Zahl der Oppositionsstimmen festzustellen. Erreicht der Kandidat dennoch ein (gemessen an seinen Wahlchancen) gutes Ergebnis, so spricht man von einem Achtungserfolg. Es gibt verschiedene Gründe für die Aufstellung von Zählkandidaten:
- Die Kandidatur des Zählkandidaten kann dazu dienen, „Flagge zu zeigen“, einen Achtungserfolg zu erreichen und damit die Chancen bei Folgewahlen zu verbessern. So startete zum Beispiel Alfred Dregger bei der Landtagswahl in Hessen 1970 als „Zählkandidat“ einer Partei (der CDU), die bei der letzten Wahl gerade einmal 26,4 % der Stimmen erhalten hatte. Er führte die CDU in vier Wahlen als Spitzenkandidat auf 45,6 % im Jahr 1982.
- Bei Personenwahlen ist im ersten Wahlgang häufig eine absolute Mehrheit der abgegebenen Stimmen erforderlich. Hier hat eine Zählkandidatur die Funktion, die Stärke der eigenen Anhängerschaft zu demonstrieren. Tritt der Zählkandidat im zweiten Wahlgang nicht mehr an (oder kann er dies nicht, weil dann eine Stichwahl vorgesehen ist), so kann er durch eine Wahlempfehlung (oder die Unterlassung einer solchen) zugunsten eines der verbliebenen Kandidaten Einfluss nehmen. Beispiele sind die Präsidentschaftswahl in Frankreich 2007, bei der François Bayrou bewusst auf eine Wahlempfehlung verzichtet hat, oder die deutsche Reichspräsidentenwahl 1925.
- Wenn das Wahlrecht vorsieht, dass eine Personenwahl durchzuführen ist, wenn nur eine Liste zur Wahl angemeldet wird, aber eine Listenwahl, wenn mehrere Listen zur Wahl stehen (zum Beispiel bei manchen Kommunalwahlen, bei Betriebsrats- und Personalratswahlen), kann es wahltaktisch sinnvoll sein, eine zweite Liste von Zählkandidaten aufzustellen, um sicherzustellen, dass die Wähler die Reihenfolge der Kandidaten der einzigen ernst zu nehmenden Liste nicht verändern können.
- Sofern Wahlkampfkostenerstattung geleistet wird, besteht auch ein ökonomischer Grund zur Aufstellung von Zählkandidaten.
- In totalitären Staaten werden Zählkandidaten aufgestellt, um den Anschein einer demokratischen Wahl zu erwecken. Teilweise wird neben dem gefälschten „offiziellen“ Ergebnis ein internes Ergebnis erhoben, welches dem Regime Informationen über Stärke und geographische Verteilung von Oppositionsbewegungen geben kann
- Die Aufstellung eines Zählkandidaten kann dazu dienen für andere gleichzeitig stattfindende Wahlen Wähler zu motivieren. So kann zum Beispiel in den USA ein Senatssitz für eine der beiden Parteien als aussichtslos gelten, im selben Staat aber Sitze im Repräsentantenhaus durchaus umkämpft sein – der deutlich sichtbarere Senatskandidat hat dann die Aufgabe, generell für seine Partei zu werben und Aufmerksamkeit zu erregen. Aus ähnlichen Gründen stellen Parteien in Deutschland selbst in Wahlkreisen, in denen keinerlei Aussicht auf eine Mehrheit der Erststimmen besteht, dennoch einen Kandidaten auf, da dieser als persönlich präsenter Ansprechpartner (auch) für Zweitstimmen werben soll.

### Scheinkandidat
Ist einem Kandidaten – oder einem wesentlichen Teil der ihn Nominierenden – schon bei der Kandidatur klar, dass er im Falle seiner Wahl sein Mandat nicht annehmen wird, so bezeichnet man ihn als Scheinkandidaten. Eine Ausnahme bilden führende Kandidaten einer Parteiliste, die nicht in erster Linie das Parlamentsmandat anstreben, für das sie kandidieren, sondern ein Regierungsamt, das dieses Parlament zu vergeben hat. Dies ist in der Bundesrepublik Deutschland üblich und wird allgemein nicht beanstandet (siehe dazu den Abschnitt Spitzenkandidat).
Stehen dagegen tatsächlich Persönlichkeiten – und nicht Mehrheitsverhältnisse – zur Wahl, und wird dann von einer Gruppierung eine populäre Person vorgeschoben mit dem Plan, dass diese ihr Amt nicht antreten, sondern einem anderen überlassen will, so muss dies als eine Irreführung des Wählers bezeichnet werden. Scheinkandidaturen auf hinteren Listenplätzen sind dagegen recht häufig. So wollen kleine Parteien manchmal die Ernsthaftigkeit ihrer Kandidatur dadurch deutlich machen, dass sie wenigstens so viele Kandidaten aufstellen, wie Mandate zu vergeben sind. Jeder Wähler weiß dann, dass eine Kandidatur auf den hinteren 90 % oder 95 % der Listenplätze nicht als Streben nach einem Mandat zu verstehen ist, sondern als Unterstützung für das Anliegen der Partei.
Manchmal werden solche Scheinkandidaturen durch das Wahlrecht geradezu herausgefordert. So bestimmt zum Beispiel das hessische Kommunalwahlrecht, dass bei den Wahlen zur Gemeindevertretung Stimmen, die für eine Partei abgegeben wurden, nur dann voll gezählt werden, wenn die Partei wenigstens Kandidaten für ein Drittel der zu vergebenden Sitze benannt hat. Lässt das Wahlrecht zu, dass die Wähler Einfluss auf die Reihenfolge der Kandidaten nehmen (zum Beispiel durch Kumulieren und Panaschieren), so kann ein prominenter Scheinkandidat von den hinteren Listenplätzen überraschend doch ein Mandat erhalten. Ob er dieses nun annimmt, ist allein seine eigene Entscheidung. Er wird sie in Abwägung der Verantwortung vor seinen Wählern, der Verantwortung vor der ihn nominierenden Partei und seinen persönlichen Interessen fällen müssen. In den Niederlanden ist es auch auf gesamtstaatlicher Ebene üblich, Prominente auf die hinteren Listenplätze zu setzen. Analog zum Spitzenkandidaten, der auf Niederländisch „Lijsttrekker“ (=~ Listen-Zieher) genannt wird, nennt man diese Person „Lijstduwer“ (=~ Listen-Schieber).

### Dauerkandidat
In den meisten Gemeinwesen sind Personen bekannt, die ohne Erfolgsaussichten immer wieder zu Wahlen antreten, meist als Einzelkandidaten oder als Kandidaten sehr kleiner Parteien oder Bewegungen. Sie tun dies entweder aus persönlichem Geltungsbedürfnis oder um einem politischen oder privaten Anliegen zusätzliche Aufmerksamkeit zu verschaffen.
So kandidierte beispielsweise die Sindelfingerin Friedhild „Fridi“ Miller (* 1969) seit 2014 erfolglos für 112 Bürgermeisterämter vor allem im schwäbischen Raum sowie für weitere Wahlen, um das ihr entzogene Sorgerecht für ihre Tochter zurückzuerlangen. Ein neues baden-württembergisches Gesetz, teilweise als „Lex Fridi“ bezeichnet, hindert sie aufgrund ihrer Geschäftsunfähigkeit seit 2021 an weiteren Kandidaturen auf Bürgermeisterämter.
Der bekannteste Dauerkandidat im deutschsprachigen Raum war der als Remstal-Rebell bekannte deutsche Bürgerrechtler Helmut Palmer (1930–2004), Vater des heutigen Tübinger Oberbürgermeisters Boris Palmer. Er kandidierte erfolglos für 289 Bürgermeisterämter, ebenfalls vor allem im schwäbischen Raum, und zusätzlich für andere Wahlen.

## Kandidaten kommunistischer Parteien
In den Führungsgremien kommunistischer Parteien wurden neue Mitglieder zunächst als Kandidat aufgenommen, z. B. Kandidat des Politbüros. In diesem Status nahmen sie ohne Stimmrecht an den Sitzungen teil. Auch einfache Mitglieder mussten im Allgemeinen, z. B. in der SED, vor ihrer Aufnahme als Mitglied eine Kandidatenzeit von ein bis zwei Jahren durchlaufen.

## Kandidaten in Ordensgemeinschaften
Ordensgemeinschaften haben vor dem Postulat eine Zeit der Kandidatur, in der der Kandidat (auch Aspirant) oder die Kandidatin die Ordensgemeinschaft kennenlernen und umgekehrt die Ordensgemeinschaft zu einer Entscheidung über die Aufnahme des Kandidaten ins Postulat kommen kann. Der Bewerber oder die Bewerberin lebt in der Regel weiterhin in der Welt. In manchen Ordensgemeinschaften jedoch werden auch die Postulanten Kandidaten genannt. Abhängig von der Art und den Konstitutionen der Ordensgemeinschaft kann die Kandidatur sehr unterschiedlich gestaltet sein; bei einigen Gemeinschaften leben die Kandidaten bei ihren Aufenthalten den Tagesablauf der Gemeinschaft mit, in anderen wird in regelmäßigen Abständen ein Treffen vereinbart. Auch die Dauer der Kandidatur variiert sehr stark.

## Akademische Bedeutung
In einigen europäischen Ländern ist Kandidat ein akademischer Grad. Mit der Bezeichnung „Kandidat“ werden verschiedene Bedeutungen verbunden:
- Student im fünften Semester (im 18. und 19. Jahrhundert)
- Student nach Ablegung einer Vorprüfung wie Philosophikum (cand. phil.), Physikum (cand. med.) etc. In Österreich auch ein Student nach der ersten Diplomprüfung, in Medizin nach dem ersten Rigorosum.
- In den Niederlanden wurde der in der Regel nach dreijährigem Studium verliehene akademische Grad kandidaat oder candidatus durch den Bachelor abgelöst.
- In Belgien wurde der kandidaat (Flandern) bzw. die candidature (Wallonien) nach zwei Jahren Studium verliehen. Dieser Grad wurde 2005/06 mit der Einführung des Bachelors abgeschafft.
- Theologe, der schon vor dem Examen kirchliche Würden innehatte (bis 18. Jahrhundert)

sowie
- Doktorand und Anwärter auf einen akademischen Grad (seit Ende des 16. Jahrhunderts).
- Der russische akademische Grad „Kandidat der Wissenschaften“ als Abschluss der sog. Aspirantur entspricht dem westeuropäischen „Doktor“ bzw. „Ph. D.“ und erfordert eine Dissertation. Dagegen ist der im Ostblock und in der GUS verliehene Grad „Doktor der Wissenschaften“ (DDR: Promotion B – „Dr. sc.“) heute in etwa dem westeuropäischen „Dr. habil.“ bzw. Privatdozenten entsprechend. In der Tschechoslowakei und in Ungarn wurde bis Anfang der 1990er Jahre der Candidatus Scientiarum (C. Sc.) nach sowjetischem Vorbild als akademischer Titel verliehen, dieser wird heute als Ph. D.-Äquivalent dargestellt.